# コンラッド・グレベル・ユニバーシティー・カレッジ
コンラッド・グレベル・ユニバーシティー・カレッジ（コンラッドグレベル総合大学学部） (Conrad Grebel University College)とは、カナダのウォータールー大学に提携している総合大学学部である。
現在、コンラッドグレベルでは、音楽、宗教学、「ピース・アンド・コンフリクト・スタディー」と言う講座を提供している。